# Isole della Maddalena
Le Isole della Maddalena, localmente indicate in inglese Magdalen Islands e in francese Îles de la Madeleine, formano un piccolo arcipelago canadese sito nella parte centrale del golfo di San Lorenzo dalla superficie pari a 205,53 km². 

## Situazione amministrativa
Anche se sono posizionate più vicino all'isola del Principe Edoardo e alla Nuova Scozia, le isole fanno parte della provincia del Québec.
Le isole formano il territory equivalent to a regional county municipality (TE) e census division (CD) delle isole della Maddalena. Il suo codice geografico è 01.
Le isole formano anche l'agglomerato urbano delle isole della Maddalena, diviso in due municipalità. Si tratta di Les Îles-de-la-Madeleine (12 291 abitanti nel censimento del 2011), la municipalità centrale, e Grosse-Île (pop. 490).

## Demografia
| %     | Ripartizione linguistica (gruppi principali) |
| ----- | -------------------------------------------- |
| 1,6%  | madrelingua inglese                          |
| 97,4% | madrelingua francese                         |